# Střelba v Jeruzalémě 2021
Střelba v Jeruzalémě se odehrála 21. listopadu 2021 ve Starém Městě v Jeruzalémě. Fádí Abú Šchajdem, 42letý Palestinec z východního Jeruzaléma, zabil 26letého Izraelce, který v roce 2019 uskutečnil aliju z Jihoafrické republiky. Než byl útočník zastřelen policií, zranil další čtyři osoby (včetně rabína).
Střelba začala ve chvíli, kdy se cíle chystaly na modlitbu. Izraelské úřady zaznamenaly, že Abú Šchajdem několikrát střelil průvodce, který byl později v nemocnici Hadasa v Ejn Kerem prohlášen za mrtvého. Střelec rovněž zranil rabína a vážně zranil studenta ješivy. Policisté na střelce rychle zareagovali střelbou a zabili ho. Dva policisté utrpěli lehká zranění.

## Pachatel
Fádí Abú Šchajdem pocházel z jeruzalémské čtvrti Šu'afat. Byl učitelem na střední škole Rašídíja. Bylo o něm všeobecně známo, že je členem Hamásu a pravidelně kázal na Chrámové hoře, kromě toho se účastnil demonstrací proti izraelské turistice v oblasti.
Jeho manželka, která tři dny předtím odjela do Jordánska navštívit svou nemocnou matku, byla následující den zatčena na Allenbyho mostě. Podle policejní zprávy byl tento útok s největší pravděpodobností politicky motivován „nacionalistickými důvody“. V lednu 2022 byla na dům Abú Šchajdema vydána demolice.

## Následky
Chrámová hora byla bezprostředně po střeleckém útoku pro návštěvníky uzavřena. Později téhož dne Hamás potvrdil, že útočník byl členem jeho skupiny, a útok označil za „hrdinskou operaci“. Jednalo se o druhý útok v jeruzalémském Starém Městě během čtyř dnů a první izraelskou civilní oběť od izraelsko-palestinských střetů v roce 2021.
Útok odsoudila řada izraelských úřadů a organizací, včetně Jicchaka Herzoga, Nadace pro dědictví Západní zdi a Naftali Bennetta.
Následující den vydaly odsouzení střelby Francie i Ministerstvo zahraničí Spojených států. Útok odsoudil jako „nesmyslný“ také Dimitar Tsanchev.